# ويليام فارجو كيب
ويليام فارجو كيب (بالإنجليزية: William Fargo Kip)‏ هو محامي وأمين مكتبة أمريكي، ولد في 8 أبريل 1855، وتوفي في 5 يوليو 1905.